# 肥前鹿島駅
肥前鹿島駅（ひぜんかしまえき）は、佐賀県鹿島市大字高津原にある、九州旅客鉄道（JR九州）長崎本線の駅である。

## 歴史
- 1930年（昭和5年）11月30日：鉄道省の駅として開設[2]。鹿島駅と区別するため肥前鹿島（ひぜんかしま）となった。
- 1984年（昭和59年）2月1日：貨物取扱廃止[2]。
- 1985年（昭和60年）3月14日：荷物扱い廃止[2]。
- 1986年（昭和61年）3月29日：みどりの窓口を設置[3]。
- 1987年（昭和62年）4月1日：国鉄分割民営化に伴い、JR九州に移管[2]。
- 2013年（平成25年）3月1日：駅舎内バリアフリー化[4]。
- 2016年（平成28年）4月1日：肥前鹿島駅長廃止。業務委託化。
- 2022年（令和4年）9月23日：ダイヤ改正により、西九州新幹線が開業し、特急「かもめ」の運行が終了[5][6]。それに伴い、当駅 - 博多駅間[注釈 1]で特急「かささぎ」の運行が開始[7]。
- 2023年（令和5年）10月1日：業務委託駅の直営化により、直営駅に変更。
- 2025年（令和7年）：新駅舎の工事に着手（予定）[8]。
- 2027年（令和9年）：新駅舎の供用を開始（予定）[8]。
- 2028年（令和10年）：初代駅舎を復元（予定）[8]。
- 2029年（令和11年）：駅前広場、ロータリーなど、駅周辺エリア全体の整備が完了する（予定）[8]。

## 駅構造
島式ホーム1面2線を有する地上駅である。駅舎は駅の西側に配置されており、ホームと改札口は線路の下を介して繋がっている。2013年3月にエレベーターが設置された。
全列車が停車するため一線スルー式配線にはなっておらず、原則として左側通行である。ただし折り返し列車もあるため、肥前竜王方から見て右側にも入線できる。ステップ付783系電車が入線していた名残でホーム嵩上げは行われていなかったが、エレベーター新設と同時に嵩上げされ、バリアフリー対応となった。
佐賀鉄道事業部が管理する直営駅。2023年9月30日まではJR九州サービスサポートが駅業務を受託する業務委託駅であった。みどりの窓口が設置されている。自動券売機はあるが、自動改札機は設置されていない。改札口を出た右側に売店、待合室、自動販売機を備え、駅舎の外にはトイレ、駐車場、タクシー乗り場がある。
駅員時間配置駅であり、ワンマン列車では営業時間外は無人駅と同様に車内収受となる。

### のりば
主な列車の発着ホーム（のりば）は下記の通りだが、佐賀方面から来た特急列車と普通列車の一部が当駅で折り返すため、その都合上一部の列車はのりばが違う
| のりば | 路線              | 方向 | 行先                 | 備考                                   |
| ------ | ----------------- | ---- | -------------------- | -------------------------------------- |
| 1      | ■長崎本線         | 上り | 江北・佐賀・鳥栖方面 | 早岐方面、佐賀・鳥栖方面は江北で乗換   |
| 1      | □特急「かささぎ」 | 上り | 佐賀・鳥栖・博多方面 |                                        |
| 2      | ■長崎本線         | 下り | 諫早・長崎方面       | 多良・諫早方面は原則として肥前浜で乗換 |

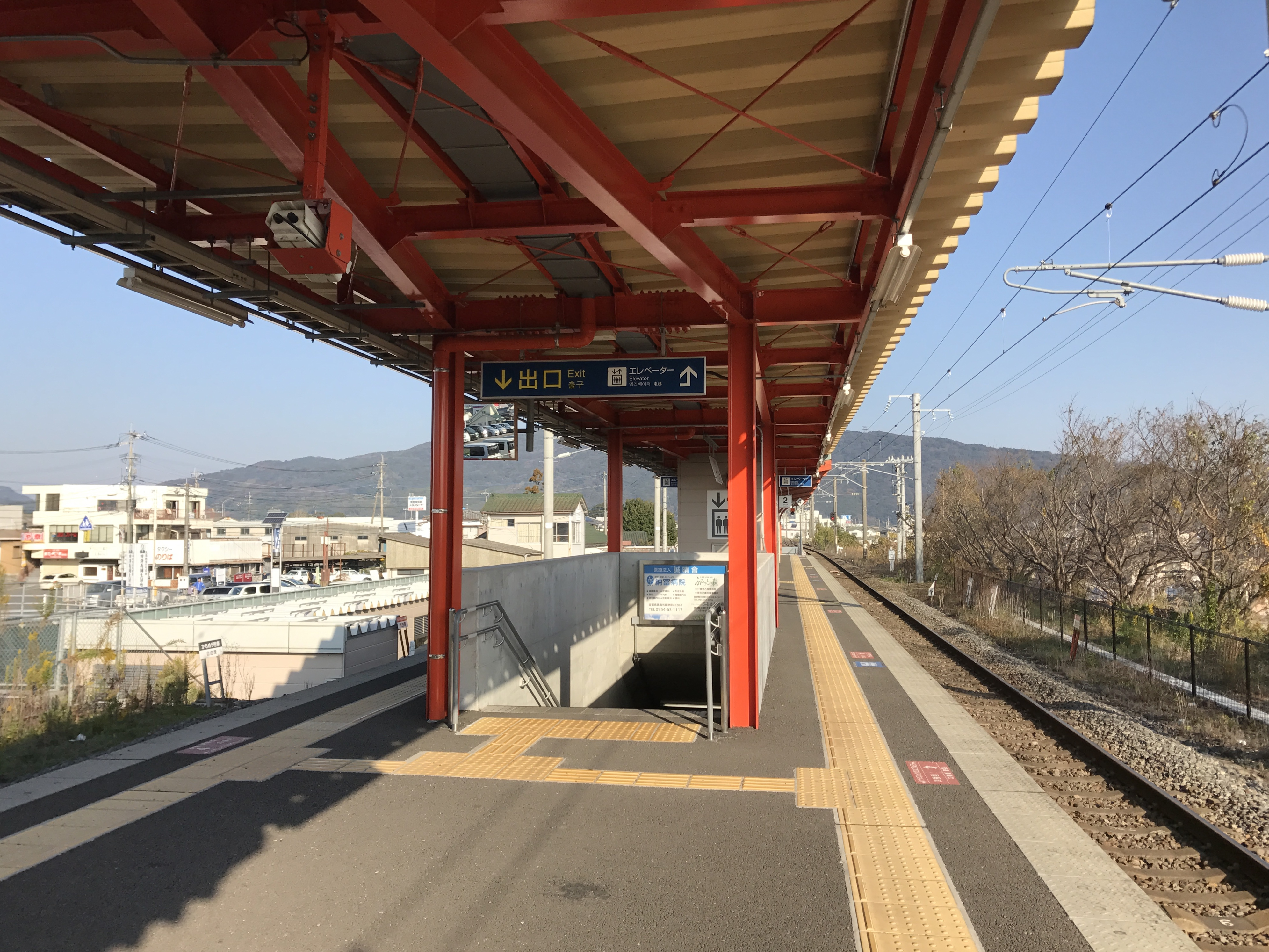
ホーム（2016年12月）
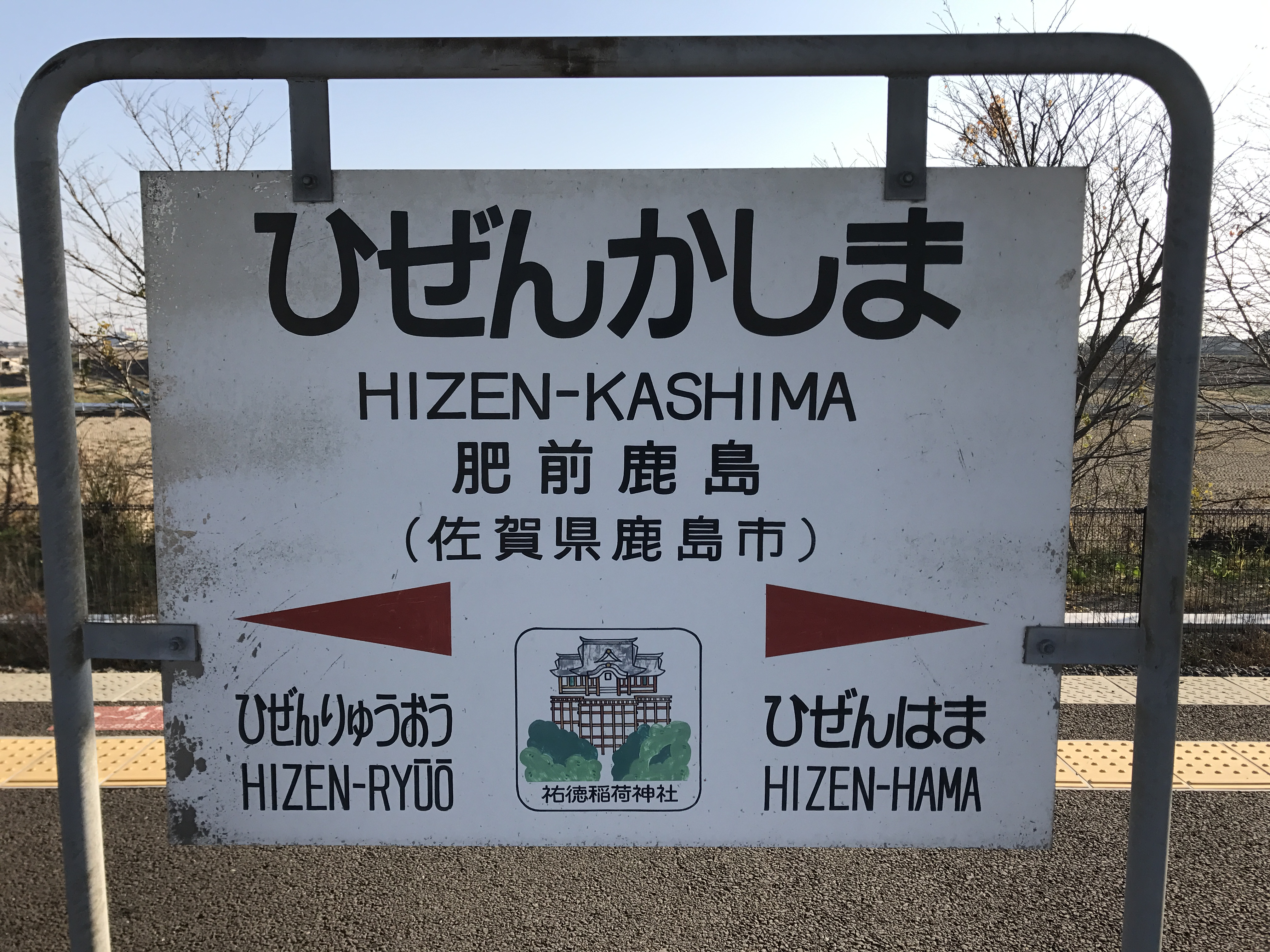
祐徳稲荷神社が描かれた駅名標（2016年12月）

## 利用状況
2023年（令和5年）度の1日平均乗車人員は845人である。利用客の多くは江北・佐賀方面へ向かっており、諫早・長崎方面へは少ない。
| 年度   | 1日平均 乗車人員 |
| ------ | ---------------- |
| 2000年 | 1,235            |
| 2001年 | 1,207            |
| 2002年 | 1,167            |
| 2003年 | 1,175            |
| 2004年 | 1,177            |
| 2005年 | 1,168            |
| 2006年 | 1,187            |
| 2007年 | 1,196            |
| 2008年 | 1,201            |
| 2009年 | 1,137            |
| 2010年 | 1,160            |
| 2011年 | 1,211            |
| 2012年 | 1,255            |
| 2013年 | 1,342            |
| 2014年 | 1,267            |
| 2015年 | 1,221            |
| 2016年 | 1,167            |
| 2017年 | 1,195            |
| 2018年 | 1,210            |
| 2019年 | 1,163            |
| 2020年 | 833              |
| 2021年 | 826              |
| 2022年 | 872              |
| 2023年 | 845              |

## 駅周辺
鹿島市の中心市街地の北端部に位置しており、当駅の南側・西側に市街地が広がる。
- 再耕庵タクシー
- 国道207号 - 駅のすぐ西側を長崎本線に並行して通る。
- 多良海道
- スカイタワーホテル
- 鹿島郵便局
- インドカレー・プルニマ 鹿島店
- 鹿島市役所 - 約1 km南側。
- 鹿島市民図書館 - 同上
- 旭ヶ岡公園（鹿島城） - 約1 km南西側。
- 佐賀県立鹿島高等学校 - 同上
- 佐賀県立鹿島実業高等学校 - 同上
- 祐徳自動車本社
- スーパーセンタートライアル鹿島店

祐徳稲荷神社は当駅から徒歩圏内ではなく駅前から祐徳神社行バスが発着しているほか、タクシーの利用も可能。位置としては隣の肥前浜駅の方がやや近い。
嬉野市塩田町の中心部は嬉野温泉駅よりも当駅の方がやや近い。
- 嬉野市役所 塩田庁舎
- 塩田津の町並み（重要伝統的建造物群保存地区）

### バス
2023年10月1日より鹿島バスセンターが廃止・解体されたことにより、祐徳バスは旧バスセンターの周囲に設置された「肥前鹿島駅前」停留所に発着するようになった。
高津原のりあいタクシーは駅前の再耕庵タクシー本社前に発着する。

## 隣の駅
九州旅客鉄道（JR九州）
■長崎本線
- 特急「かささぎ」発着駅

■普通
肥前竜王駅 - 肥前鹿島駅 - 肥前浜駅